# Mirror's Edge
Mirror's Edge est un jeu vidéo d'action-aventure développé par le studio suédois DICE et édité par Electronic Arts. Le jeu a été annoncé le 10 juillet 2007 et est sorti sur PlayStation 3 et Xbox 360 en novembre 2008. Une version Windows est sortie le 13 janvier 2009. Mirror's Edge est basé sur le moteur Unreal Engine 3 et sur un tout nouveau système d'éclairage, développé par Illuminate Labs en association avec DICE.
Ce jeu d'action s'inspire de la pratique du parkour, « l'art du déplacement » en milieu urbain : il est basé sur des phases de plates-formes complètement représentées en vue subjective dans des environnements urbains vertigineux. Le récit se déroule dans une ville acquise au sécuritarisme où des traceurs, les « Messagers » ( Runner en Anglais ), sont illégalement employés pour convoyer des informations ou des objets en parcourant les toits de la cité. Le joueur incarne Faith, une messagère de 24 ans, qui tente de déjouer le complot qui accuse sa sœur du meurtre d'un opposant au régime.
Mirror's Edge a été bien accueilli par la presse spécialisée, la version PC obtenant une moyenne de 81 % sur Metacritic. Les critiques ont particulièrement loué l'originalité et l'étendue des environnements du jeu, mais ont regretté son scénario fragile et sa faible durée de vie. Un disque rassemblant des remix du morceau du générique de fin chanté par la suédoise Lisa Miskovsky, Still Alive, a été mis en vente. Une version à défilement horizontal du jeu est sortie sur iPad le 1er avril 2010 et sur iPhone le 2 septembre 2010, ainsi que sur Windows Phone 7 et 8 sous le libellé Xbox Live en 2012.
Un prequel narrant les origines de l'héroïne intitulé Mirror's Edge Catalyst est sorti en juin 2016 sur Microsoft Windows, PlayStation 4 et Xbox One.

## Scénario

### Introduction
Dans un futur proche, la plupart des habitants d'une grande ville (jamais nommée mais peut être inspirée de Tokyo) ont choisi d'opter pour un système sécuritaire aux dépens d'une part de leur liberté afin de lutter contre la criminalité. Se rapprochant d'un régime totalitaire, le gouvernement a placé sous étroite surveillance les faits et gestes de ses concitoyens et fait régner un lourd climat délétère de surveillance et de censure. La vidéosurveillance est omniprésente, même sur les toits.
Quelques résistants s'opposent néanmoins à ce régime et sont obligés de recourir à des Messagers pour transporter des messages, car les autres moyens de communication (téléphones et Internet) sont étroitement surveillés. Les Messagers sont également utilisés par les gens influents voulant effectuer des marchés secrets. Souvent les Messagers se passent les messages de l'un à l'autre pour éviter que la personne possédant le message ne se fasse attraper.
Le joueur incarne Faith, une des meilleures Messagères de la ville. Elle transporte illégalement des messages mais comme la rue est trop dangereuse pour elle, elle passe par les toits ce qui nécessite de nombreuses et dangereuses acrobaties. Depuis quelque temps la police, auparavant très occupée, semble pourchasser beaucoup plus souvent les Messagers.
Une élection municipale va bientôt avoir lieu. Les deux candidats principaux sont le maire sortant Callaghan et le favori, Robert Pope qui veut plus de libertés pour les citoyens.
Au cours de l'histoire, le joueur apprend que Faith et sa sœur ont perdu leur mère lors de manifestations contre la mise en place des lois sécuritaires. Mercury (dit Merc), un coordinateur censé informer la position des Messagers entre eux, surprend Faith en train de le cambrioler. Il lui apprendra, par la suite, à se déplacer sur les toits, tandis que sa sœur s'engagera dans la police.
Le maire Callaghan est, en même temps, en train de mettre en place une police privée, ce qui n'est pas apprécié par la police régulière.

### Début du jeu
Après un grave accident, Faith reprend du service auprès des Messagers. C'est un groupe de livreurs qui travaille en dehors du système légal pour assurer la discrétion des expéditions et l'anonymat des clients ainsi que leurs destinataires. Pour se remettre en jambe, elle livre un paquet à une coéquipière qui assurera le relais. Elle trace son chemin sur les immeubles de la ville. La police la poursuit mais elle parvient à s'échapper en s'agrippant au patin d’atterrissage d'un hélicoptère de la télévision.
De retour dans leur repaire, elle intercepte un appel de police signalant une attaque dans les bureaux de Robert Pope, un ami de ses parents et candidat favori aux prochaines municipales. Kate, la sœur jumelle de Faith, est déjà sur les lieux car Pope l'a appelé pour une urgence. En arrivant, Faith trouve sa sœur devant le cadavre de Pope. Dans sa main, elle trouve un bout de papier sur lequel est écrit "Icarus". Kate préfère attendre les forces de l'ordre malgré le fait qu'elle soit consciente que le contexte de la mort de Pope risque de la condamner par la Justice. Elle prie Faith de s’enfuir; ainsi Faith pourra l'aider à découvrir la vérité et innocenter sa sœur.
Deux jeunes femmes aux métiers radicalement opposés (Kate est agent de police et Faith est un Messager), qui ne s'étaient plus vues depuis des années voient leurs vies mêlées sur le Fil du Miroir. C'est une course à la vie.

## Système de jeu
À la manière d'un jeu de tir à la première personne classique, le joueur contrôle le personnage de Faith en vue subjective et progresse à travers la cité en empruntant différents chemins acrobatiques (toits, corniches, conduits…) à la manière du parkour et du freerun. Toutefois, la caméra suit de beaucoup plus près les mouvements de tête et l'inertie du personnage que dans les autres jeux de ce genre afin de renforcer l'impression d'incarner un véritable corps (« body awareness »). En particulier, les membres du corps de Faith apparaissent à l'écran (contrairement aux précédents jeux à la première personne). Quand Faith fait une roulade, la vision du joueur fait donc un tour complet.
La progression se fait dans des niveaux urbains, tantôt en extérieur, tantôt en intérieur, selon une structure relativement linéaire. Le joueur doit décrypter les décors pour comprendre comment progresser et synchroniser les mouvements du personnage pour passer les obstacles. Faith maîtrise divers techniques comme le sprint, le saut, l'escalade, le balancement, la course murale, le passe-muraille, le saut en demi-tour avec appui sur un mur, le repli pendant un saut, le passement ou la glissade sous les obstacles. Le but est de trouver le cheminement idéal et d'obtenir une fluidité dans les enchaînements de mouvements pour maintenir l'élan du personnage. Sur PlayStation 3, certains mouvements, comme le déplacement en équilibre ou la roulade après un saut de fond, tirent parti de la fonction de détection de mouvement Sixaxis de la manette.
Faith possède deux pouvoirs propres aux Messagers. Le premier est de ralentir le temps pour mieux analyser la situation et être plus précis dans l'exécution des enchaînements. Le second est le « sens urbain » (désactivable) qui colore en rouge les éléments du décor utiles à la progression (tuyau, corniche, tremplin, porte, zone de réception, etc). En avançant dans le jeu, les éléments essentiels du parcours ne sont plus forcément mis en évidence et le joueur doit les découvrir par lui-même.
Le jeu dénote un soin du détail dans l'intégration de la vue subjective pour favoriser l'immersion. Quand le personnage court, son souffle haletant renforce l'impression d'effort dans la course. L'écran est dénué de toute indication sur le statut du personnage, à l'exception d'un point central qui sert de viseur. Celui-ci est utilisable quand le personnage désarme l'un de ses adversaires, mais seules les munitions restant dans l'arme sont alors disponibles, ce qui fait que le tir n'est pas le but principal de ce jeu. Les blessures sont suggérées par des taches rouge. La santé du personnage se régénère automatiquement : l'héroïne meurt si elle subit plusieurs blessures consécutives ou si elle chute dans le vide. La progression, qui amène le joueur à improviser au-dessus du vide, se fait par l'échec et induit de nombreux game over, mais les points de passage sont très fréquents, ce qui permet de reprendre l'action du jeu très peu de temps avant l'accident fatal.
Mirror's Edge comprend deux modes de jeux : le mode « Histoire », qui propose une suite de missions intégrée dans un récit et le mode « Course », qui contient des épreuves indépendantes en contre-la-montre.
Dans le mode « Histoire », le jeu alterne entre des phases d'exploration libre et des phases de courses-poursuites, où le personnage est maintenu sous la pression du temps et des tirs ennemis. L'héroïne dispose de compétences dans le combat au corps à corps qui lui permettent de désarmer les adversaires et de retourner leur arme contre eux. Les phases de tir restent secondaires et facultatives : le joueur peut prendre le parti de fuir les opposants ou de les neutraliser à mains nues. La plupart des scènes cinématiques utilisent des graphismes 2D en dessin animé qui tranchent radicalement avec le reste du jeu.
Dans le mode « Course », le joueur doit tenter de réaliser le meilleur temps sur chacun des tracés. Le mode se divise entre le mode Contre-la-montre, qui propose des tracés originaux dans des environnements abstraits, et le mode Parcours, qui contient des tracés urbains tirés du mode Histoire. Les performances du joueur sont confrontés dans un classement en ligne mondial. Un pack additionnel, Time Trial Map Pack, inclut huit nouveaux tracés pour le mode Contre-la-montre.

## Développement
En 2007, le directeur créatif de DICE Ben Cousins déclare à GameIndustry.biz que parallèlement à son travail sur sa plus célèbre franchise Battlefield, le studio veut diversifier son activité vers « quelque chose de frais et intéressant » (something fresh and interesting).
En juin 2007, le magazine Computer and Video Games révèle que DICE travaille sur un jeu nommé Mirror's Edge (littéralement « le bord du miroir »), censé « secouer le genre [des jeux de tir à la première personne] »,. Le 10 juillet 2007, Mirror's Edge est officiellement annoncé par Electronic Arts. La première démonstration de gameplay est rendue disponible à la Game Developers Conference de San Francisco en février 2008. Une vidéo in-game de Mirror's Edge est dévoilée au Sony PlayStation Day à Londres le 6 mai 2008.
Mirror's Edge possède un style graphique bien à lui : les environnements sont majoritairement blancs et très pauvres en vert et sont ponctués par des utilisations délibérées de couleurs primaires très fortes. D'après le producteur en chef Owen O'Brien, ce choix stylistique permet de mettre en avant le système de Runner Vision. Les couleurs des décors servent par ailleurs d'indicateurs de vie restante, celles-ci se désaturant à mesure que Faith subit des dommages. Comme le développement du titre a débuté avant que ne soit terminé le propre moteur de jeu de DICE, Frostbite Engine, Mirror's Edge est basé sur UnrealEngine 3 d'Epic Games. Un système d'éclairage du nom de Beast a par ailleurs été développé pour UnrealEngine par Illuminate Labs en collaboration avec DICE. Il permet de simuler des éclairages naturels tels que la réflexion des couleurs ou les ombres douces,. Pour pallier le problème des personnes malades lorsqu'elles jouent à un jeu à la première personne, un petit réticule a été placé au centre de l'écran. Il sert de visée et de point focal, prévenant les vertiges de manière similaire à la technique de danse du repérage, consistant à fixer un point lors de tours pour rester orienté dans l'espace. Excepté ce réticule, qui peut être masqué par le joueur, il n'y a aucun affichage tête haute dans le jeu,.
La démo de Mirror's Edge, proposant le prologue, un tutoriel et le tout début de l'aventure, sort sur le PlayStation Store le 30 octobre 2008, et sur le Xbox Live Marketplace le lendemain. Le 7 novembre, DICE annonce que le jeu vient de passer l'étape gold, c'est-à-dire qu'il part à la duplication, et qu'il sera expédié aux magasins le 13 novembre. Le 16 janvier 2009, une version pour Microsoft Windows est mise en vente. La version PC utilise la technologie PhysX de Nvidia, ce qui a permis d'ajouter des détails physiques au verre, à la fumée et aux matériaux souples. Elle est protégée par le système SecuROM v7.x DRM, à moins d'être achetée par l'intermédiaire de Steam. Les possesseurs de carte ATI doivent désactiver cette option pour pouvoir profiter du jeu.
En 2009, Mirror’s Edge se retrouve au centre d’un litige avec Edge Games, une société fondée par Tim Langdell basée en Californie,. Ce dernier revendique des droits sur le mot « EDGE » dans le secteur du jeu vidéo et affirme que le titre Mirror’s Edge constitue une atteinte à ses marques. En réponse, Electronic Arts engage une procédure visant à annuler les marques détenues par Edge Games, accusant Langdell d’avoir acquis ou maintenu ces droits de manière frauduleuse, sans réelle activité commerciale autour des jeux concernés.
Le conflit ne se limite pas à EA. Dans les années 1990, Langdell avait déjà imposé à Future Publishing (éditeur du magazine Edge) le paiement d’une licence pour utiliser le nom « Edge » au Royaume-Uni, ce qui avait contraint le magazine à adopter un nom différent pour sa distribution aux États-Unis. En 2010, Future attaque Langdell au Royaume-Uni, l’accusant notamment d’avoir utilisé indûment le logo du magazine dans ses propres communications, sans en détenir les droits. Le juge donne raison à Future Publishing, qualifiant les preuves de Langdell de « fabriquées », « inventées » ou « manifestement inexactes ».
Aux États-Unis, en octobre 2010, Langdell est débouté dans sa tentative d’obtenir une injonction contre EA. Il signe un accord l’obligeant à abandonner ses marques EDGE, THE EDGE, GAMER’S EDGE et CUTTING EDGE, qui seront radiées en 2013. Malgré cela, Langdell tente de réenregistrer certaines de ces marques dès 2020, ravivant les critiques à son encontre, et confirmant son statut de trademark troll notoire dans l’industrie vidéoludique.

### Campagne marketing
Les joueurs ayant réservé leur exemplaire dans une enseigne GameCrazy ont reçu un tee-shirt aux couleurs du jeu et un code débloquant une partie de la démo, celle en contre-la-montre. Ce code était aussi donné aux joueurs ayant réservé chez GameStop, en plus d'un sac « Runner » jaune semblable à celui de l'héroïne. Les pré-commandes faites chez le britannique GAME donnaient droit à un tee-shirt Mirror's Edge de la marque Fenchurch. Le jeu pouvait être acheté sur le site web d'Electronic Arts, où un pack regroupant le jeu et un sac Timbuk2 était aussi disponible. Le sac faisait figurer le logo de Mirror's Edge à l'extérieur et le portrait de Faith à l'intérieur.

### Comic book
Durant le Comic-Con 2008, DICE a annoncé la création d'un comic book reprenant l'univers du jeu, en collaboration avec Wildstorm, filiale de DC Comics. Cette série de six numéros a été dessinée par Matthew Dow Smith et écrite par Rhianna Pratchett. Les évènements relatés se déroulent avant le début du jeu vidéo.

### Musique
Le 7 octobre 2008, EA annonce la sortie prochaine d'un album de remix du thème principal de Mirror's Edge, Still Alive, chanté par la suédoise Lisa Miskovsky. L'album met notamment à contribution Benny Benassi, Junkie XL, Paul van Dyk, Teddybears et Armand van Helden. Bien que Still Alive soit aussi le nom de la musique du générique de fin du jeu Portal, les deux morceaux n'ont aucun lien. L'album, intitulé Still Alive – the Remixes, sort le 11 novembre 2008. Il a par la suite été inclus gratuitement sur les nouvelles versions du jeu, toutes plates-formes confondues. En mai, la bande originale de Mirror's Edge (Mirror's Edge Original Videogame Score) est rendue disponible à l'achat, uniquement en ligne. L'album a été composé par le musicien électronique suédois Magnus Birgersson, aussi connu sous le pseudonyme Solar Fields.

## Doublage
- Faith Connors : Jules de Jongh (VO) / Sybille Tureau (VF)
- Mercury, dit Merc : Glenn Wrage (VO) / Antoine Tomé (VF)
- Céleste : Emily Beecham (VO) / Claire Guyot (VF)
- Kate Connors : Phillipa Alexander (VO) / Valérie Siclay (VF)
- Lieutenant Miller : Joseph Mydell (VO) / Gabriel Le Doze (VF)
- Jacknife : Tim Dale (VO) / Damien Boisseau (VF)
- RopeBurn : Morgan Deare (VO) / Patrice Melennec (VF)

## Accueil
Mirror's Edge a reçu des critiques pour la plupart positives, recueillant une moyenne sur Metacritic de 81 % pour la version PC et de 79 % pour les versions PlayStation 3 et Xbox 360,. De nombreux magazines spécialisés saluent un gameplay innovant, ainsi que le level design. Néanmoins, ces qualités sont contrebalancées par le constat d'une faible durée de vie ainsi que d'une certaine linéarité,. L'Official Xbox Magazine lui attribue une note de 9,5/10 et loue « [son] sens du mouvement et [son] gameplay brillant ». Le magazine Play lui accorde un 9/10, tandis que GameTrailers lui donne un 8,3/10. Computer and Video Games se montre lui aussi élogieux, parlant d'« une expérience éclatante et unique, même si les séquences de tir ne sont pas tout à fait à la hauteur ». IGN évoque une « aventure chic et palpitante », qui constitue cependant « le premier épisode d'une franchise qui doit encore trouver son équilibre ». GameSpot salue l'immersivité du titre mais regrette les incohérences dans la vitesse de jeu. Gamekult reconnaît « l'originalité et l'esthétique splendide » de Mirror's Edge mais déplore « des environnements bien trop répétitifs » et  « un rythme souvent haché ».
Edge lui donne 5/10 et souligne que les niveaux semblent artificiels et qu'il n'y a pas de vraie liberté de déplacement, mais simplement plusieurs chemins déjà tracés. The Guardian remarque la faible durée de vie du jeu et plusieurs publications regrettent qu'il soit souvent nécessaire d'essayer et d'échouer pour pouvoir progresser dans l'aventure,,. Bien qu'accordant au titre la note de 8/10, Eurogamer juge l'histoire décousue et ajoute que « [Mirror's Edge] va séparer son public en deux parties... certains seront capables de fermer les yeux sur ses défauts manifestes, alors que les autres n'apprécieront même pas ses bons moments, et les deux positions sont justifiables... ». Le choix stylistique des cinématiques animées et le caractère exigu de certains niveaux ont également soulevé quelques critiques,.

### Ventes
Mirror's Edge n'a pas reçu le succès commercial escompté. Alors que DICE aspirait à vendre trois millions de copies de son jeu tous supports confondus,, celui-ci ne s'est écoulé qu'à 147 000 exemplaires pendant ses deux premières semaines de commercialisation. Malgré tout, les ventes se sont stabilisées au fil des mois pour dépasser le million d'exemplaires en février 2009. Selon un document juridique en date d'octobre 2010 et concernant le conflit entre EA et Edge Games, Mirror's Edge s'était vendu à plus de deux millions d'exemplaires dans le monde, dont plus de 750 000 en Amérique du Nord. La version sur iPhone s'est quant à elle écoulée à plus de 37 000 unités.

## Postérité

### Extensions
Le 4 décembre 2008, EA annonce la création de sept nouveaux niveaux en contre-la-montre pour Mirror's Edge prévus pour sortir en janvier 2009. Selon Owen O'Brien, producteur en chef de DICE, « la liberté de mouvement et de contrôle à la première personne a été l'aspect le plus populaire de Mirror's Edge, nous avons donc décidé de le distiller jusqu'à en obtenir sa forme la plus pure pour ce pack de maps. Nous avons délibérément choisi une esthétique plus abstraite qui s'inscrive toujours dans notre style artistique distinctif et nous nous sommes concentrés sur le rythme et le gameplay pour créer une expérience et un challenge très différents de l'aventure principale ». En janvier 2009, la date de sortie se voit fixée au 29 janvier, pour finalement être retardée au 19 février. C'est donc à partir de cette date que le pack devient disponible en téléchargement sur Xbox 360, PlayStation 3 et PC. Une huitième carte est par ailleurs disponible en exclusivité sur la version PlayStation 3. Il s'est révélé que les niveaux additionnels étaient incompatibles avec les versions de Mirror's Edge achetés via Steam.
Une version sur navigateur du jeu, intitulée Mirror's Edge 2D, a été créée par Electronic Arts en collaboration avec le studio indépendant Borne Games. Elle reprend l'univers de Mirror's Edge dans un gameplay plus classique. Réalisé avec flash, Mirror's Edge 2D est similaire à Fancy Pants Adventures, jeu à succès de Borne Games. Une bêta contenant un seul niveau est sortie le 11 novembre 2008. Une nouvelle bêta, avec trois niveaux cette fois-ci, est sortie le 24 février 2009. Le site du développeur affirme que « la version complète de Mirror's Edge 2D est sortie, mais nous sommes encore en bêta ».
Une version de Mirror's Edge pour iPhone et iPod Touch a été annoncée le 2 décembre 2009. C'est un jeu à défilement horizontal, aux graphismes 3D et proposant 14 niveaux, qui devait sortir en janvier 2010,. Il a ensuite été annoncé que les deux versions du jeu ne sortiraient qu'en avril. EA met finalement en vente Mirror's Edge sur iPhone et iPod Touch le 1er septembre 2010. Une version sur iPad sort le 1er avril 2010.

### Mirror's Edge Catalyst
En octobre 2008, le producteur en chef du jeu, Owen O'Brien, fait valoir que « l'histoire que nous racontons est une sorte de trilogie ». En juin 2009, dans une interview avec VideoGamer.com, le vice-président d'Electronic Arts Europe Patrick Söderlund, confirme qu'une suite à Mirror's Edge est en cours de production,. En janvier 2010, Karl-Magnus Trodesson, de chez DICE, refuse de parler de cette suite en faisant valoir que le studio n'a pas officiellement annoncé le développement du jeu.  En février 2011, il est annoncé qu’un prototype de la suite a été rejeté et que le développement est « stoppé ». Plus tard, un représentant d’EA assure pourtant à 1UP.com que Mirror’s Edge est « une franchise importante » mais ne fait pas d'autre annonce. Le président d'EA Frank Gibeau confirme à l'E3 2011 qu'une suite est en développement et qu'elle sera probablement basée sur le moteur Frostbite Engine.
En mai 2013, une fuite sur les sites Amazon.de et Amazon.it laissent penser à un nouvel opus de la série,. Le jeu est confirmé par Electronic Arts lors de l'E3 2013 pour une sortie sur Microsoft Windows, Mac OS X, PlayStation 4 et Xbox One. Le jeu est ensuite officialisé sous le titre Mirror's Edge Catalyst en juin 2015. Le jeu fait office de reboot et se déroule en monde ouvert progressif avec des parkours à plusieurs embranchements. Le personnage de Faith ainsi que les combats au corps-à-corps sont remaniés.